# Шато-Бреэн
Шато́-Бреэ́н (фр. Château-Bréhain) — коммуна во французском департаменте Мозель региона Лотарингия. Относится к  кантону Дельм.

## География
Шато-Бреэн расположен в 35 км к юго-востоку от Меца. Соседние коммуны: Виллер-сюр-Нье, Бреэн и Мартий на северо-востоке, Белланж на востоке, Дален на юго-востоке, Ваннкур на юге, Орон на западе,  Шикур и Фремери на северо-западе.

## История
- Сеньорат семьи Байер де Боппар с XIV века.
- Замок был разрушен в 1443 году.
- Сеньорат семьи Креанж с XVI века.

## Демография
По переписи 2008 года в коммуне проживало 73 человека.

## Достопримечательности
- Остатки замка XIV века, разрушен в 1443 году мозельцами.
- Часовня Сен-Симон и Сен-Жюд, XVIII век.